# Área salvaje Pico Comanche
El área salvaje Pico Comanche (del inglés: Comanche Peak Wilderness) es un área virgen de los Estados Unidos. Se encuentra ubicada en el bosque nacional Roosevelt, en el Canyon Lakes Ranger District, en Colorado, a lo largo de la frontera norte del parque nacional de las Montañas Rocosas. Los 270,29 km² del territorio llamado así por su pico más prominente fue establecido en 1980. Hay 195 km de senderos dentro del área salvaje. El bosque nacional Roosevelt y el parque nacional de las Montañas Rocosas oficialmente mantienen 19 rutas en el área salvaje, 5 de las cuales pasan por el parque nacional. También hay 7 picos con nombres, seis lagos con nombres y 16 ríos y quebradas con nombres dentro de los límites del área salvaje.
El área salvaje Pico Comanche se encuentra protegida por el Servicio Forestal de los Estados Unidos.